# Flávio Conceição
Flávio da Conceição (eller bare Flávio Conceição) (født 13. juni 1974 i Santa Maria da Serra, Brasilien) er en tidligere brasiliansk fodboldspiller, der spillede som midtbanespiller. Han var på klubplan primært tilknyttet Palmeiras i hjemlandet og de spanske traditionsklubber Deportivo La Coruña og Real Madrid. Han havde også kortere ophold i Rio Branco-SP, Borussia Dortmund, Galatasaray og Panathinaikos.
Med både Deportivo og Real Madrid var Conceição med til at vinde det spanske mesterskab. Hos Real blev det også til triumf i Champions League, Super Cup og Intercontinental Cup.
Conceição spillede i årene mellem 1995 og 2000 45 kampe for Brasiliens landshold, hvori han scorede fire mål. Han deltog ved Copa América i 1997 og 1999, og var ved begge lejligheder med til at sikre brasilianerne titlen. Desuden var han med ved både Confederations Cup 1997 og Confederations Cup 1999, samt ved OL i 1996 i Atlanta.

## Titler
Campeonato Brasileiro Série A
- 1993 og 1994 med Palmeiras

La Liga
- 2000 med Deportivo La Coruña
- 2001 og 2003 med Real Madrid

Supercopa de España
- 2001 med Real Madrid

UEFA Champions League
- 2002 med Real Madrid

UEFA Super Cup
- 2002 med Real Madrid

Intercontinental Cup
- 2002 med Real Madrid

Tyrkiets Pokalturnering
- 2005 med Galatasaray

Copa América
- 1997 og 1999 med Brasilien